# Goetheanlage (Kassel)
Die Goetheanlage ist eine Parkanlage in Kassel.

## Geschichte
1902 wurde die Drusel kanalisiert und begradigt. Die Goetheanlage wurde Mitte der 1920er Jahre konzipiert und 1933 fertiggestellt. Am 28. Mai 1933 wurde der Garten der Öffentlichkeit übergeben. Die Anlage besteht aus der Goetheanlage und den umliegenden Wohnhäusern in der Kasseler Geysostraße und der Herkulesstraße. Die städtische Bauverwaltung hatte das Ziel, ein modernes Quartier mit zwei Schulen und einer im Zentrum gelegenen Grünanlage anzulegen. Die Höhere Knabenschule wurde nicht realisiert, sondern stattdessen das Diakonissenkrankenhaus errichtet. Im Westen wurde die Heinrich-Schütz-Schule gebaut. Der Garten wurde von Stadtgartendirektor Rudolf Stier und dem Stadtbaurat Labs geplant. Für die Goetheanlage wurden mehrere tausend Kubikmeter Abfall, Bauschutt und Erdboden aufgebracht und zu einer planen Fläche aufgefüllt. Die Goetheanlage liegt heute immer noch unter dem Niveau der Goethestraße. Das Konzept sah einen pflegeleichten öffentlich zugänglichen Volksgarten vor. Es entstanden Rasenflächen für Spiel und Sport, ein Rundweg wurde angelegt und Büsche und Bäume gepflanzt. 1934 wurde ein Kiosk eröffnet. Im Zweiten Weltkrieg wurden 1944/45 zwei Wasserlöschbecken gebaut. Eines wurde nach dem Krieg wieder verfüllt, das zweite wurde 1954 zu einer Schlittschuhbahn und später zu einem Streetballfeld umgebaut. 1956 wurde die Goetheanlage durch Stadtgartendirektor Albrecht von Eichel-Streiber neu gestaltet und der Kinderspielplatz im Osten neu angelegt. Der Kiosk wurde 2011/12 abgerissen. Die Treppenanlage sowie die Zugänge zur Goetheanlage wurden erneuert und das Wasserlöschbecken baulich aufgewertet.
Die Goetheanlage ist als Gesamtanlage denkmalgeschützt. Die Grünanlage ist ein Gartenkulturdenkmal.